# موشي مونسترز
موشي مونسترز (بالإنجليزية: Moshi Monsters "وحوش موشي") هي لعبة متصفح على الإنترنت عبارة عن مجتمع افتراضي لحيوانات أليفة اللعبة تستهدف الأطفال الذين تتراوح أعمارهم بين 7 إلى 12. يقوم اللاعب بتبنى ورعاية كائن أليف، وكذلك حل الألغاز لكسب بعض المال الذي يسمى ROX، ويمكن استخدام هذا المال لشراء سلع خاصة للكائن الاليف، مثل الأكل والملابس، وديكور المنزل.
تم تطوير اللعبة في عام 2007 من قبل الشركة الاعلامية البريطانية Mind Candy والتي بدأت فعلياً في نيسان 2008. وحتى ديسمبر 2009، بلغ عدد اللاعبين المسجلين 10 ملايين لاعب. وفي مارس 2010، صرحت الشركة بوصول عدد اللاعبين إلى 15 مليون مستخدم وفي سبتمبر 2010 تم تجاوز هذا العدد ليصل إلى 25 مليون شخص. في يونيو 2011 أعلن أن هناك 50 مليون مستخدم. وهذا يعادل أن واحد من بين ثلاثة أطفال بريطانيين يلعب اللعبة، ويتم تمويل اللعبة من خلال إيراداتها التي تأتي عن طريق خيار العضوية المدفوع أو بيع المنتجات المرخصة.
وأحيانا كان يشار للموقع على أنه "فيس بوك الأطفال"؛ ومع ذلك، فإن اللعبة تتميز بعدد من الاختلافات عن الفيسبوك. اعتبارا من يوليو 2009، بلغت العائدات "عدة آلاف من الجنيهات شهريا"، وفقا للرئيس التنفيذي لشركة Mind Candy مايكل سميث أكتون. من ضمن المستثمرين في اللعبة شركة Index Ventures، والتي تدعمها لاست إف إم، و Accel Partners التي استثمرت في الفيسبوك. و في يونيو 2011، قدرت الشركة البريطانية التي تملك موشي مونسترز (Mind Candy) ان قيمتها تصل إلى 200 مليون دولار أمريكي.
في عام 2011، أطلقت موشي مونسترز عدداً من المنتجات العينية مثل الكتب والدمى وبطاقات التبادل بالإضافة إلى مجلة رسمية. تحديداً في فبراير 2011، أطلقت مجلة موشي والتي تعتبر الآن أكبر مجلة أطفال توزع في المملكة المتحدة.

## وصلات خارجية
- الموقع الرسمي